# Абдуллах ибн аз-Зубайр
Абдулла́х ибн аз-Зуба́йр аль-Кураши (араб. عبد الله بن الزبير‎; ок. май 624, Медина — ок. ноябрь 692, Мекка) — один из известных сподвижников пророка Мухаммада, политический деятель Аравии VII века, претендент на пост халифа. Сын аз-Зубайра ибн аль-Аввама и Асмы бинт Абу Бакр, дочери первого праведного халифа Абу Бакра. Абдуллах ибн аз-Зубайр был племянником Аиши, третьей жены пророка Мухаммада.

## Биография
Абдуллах ибн аз-Зубайр происходил из племени бану Асад. Он родился через год и 8 месяцев после хиджры. Абдулла ибн аз-Зубайр стал первым младенцем среди мухаджиров, родившимся в Медине.
В 12 лет находился в расположении мусульманских войск в битве при Ярмуке. Участвовал в завоевании Египта и в битвах против берберов в Северной Африке.
Абдуллах ибн аз-Зубайр активно участвовал в политике во время правления Муавии I, но после вознесения на престол Язида I он вместе с Хусейном ибн Али отказался присягнуть ему на верность. Он посоветовал Хусейну сделать Мекку центром борьбы против Язида. После смерти Хусейна открыто выступил против халифа, после чего жители Мекки и Медины, а затем всего Хиджаза присягнули ему на верность. Для подавления Абдуллаха в Хиджаз было выслано войско, которое в течение 684 года сражалось против него, пока не пришло известие о смерти халифа Язида. Армия халифа отступила в направлении Сирии, и власть в этом регионе перешла к Ибн аз-Зубайру. Его правление признал Йемен, Басра, Куфа, Хорасан и другие провинции Халифата. Омейяды контролировали лишь Сирию и часть Египта.
С приходом к власти Абдул-Малика ибн Мервана Омейяды начали постепенно возвращать утраченные позиции. В 692 году войска под командованием аль-Хаджжаджа окружили Мекку, которая была на протяжении всего правления Абдуллаха столицей Халифата, и подвергли большим разрушениям. Абдуллах ибн Зубайр бился до конца и погиб, сражаясь в мечети аль-Харам.